# Чемпіонат світу з боксу серед жінок 2016
IX Чемпіонат світу з боксу серед жінок відбувся 18 — 27 травня 2016 року в Астані у Казахстані.
Бої проходили у 10 вагових категоріях. Чемпіонат світу став відбірковим у трьох категоріях до Олімпійських ігор 2016.
Україну представляли: Наталія Князь, Тетяна Коб, Сніжана Холодкова, Марія Мальована, Юлія Циплакова, Анна Лисенко, Марія Бадуліна, Марія Боруца, Анастасія Черноколенко, Ірина Винник.

## Медалістки
| Категорія:                         | Золото:            | Срібло:            | Бронза:                           |
| мінімальна вага (до 48 кг)         | Назим Кизайбай     | Ван Юян            | Марлен Еспарза Ю Йон Гам          |
| найлегша вага (до 51 кг)           | Нікола Адамс       | Піамвілай Лаопіам  | Жайна Шекербекова Сара Урамуне    |
| легша вага (до 54 кг)              | Діна Жоламан       | Стойка Крастева    | Крістіна Крус Лю Пяопяо           |
| напівлегка вага (до 57 кг)         | Алесія Мезіано     | Соня Летер         | Дениця Єлісєєва Айжан Ходжабекова |
| легка вага (до 60 кг)              | Естель Мосселі     | Анастасія Бєлякова | Міра Потконен Кеті Тейлор         |
| перша напівсередня вага (до 64 кг) | Ян Венлу           | Келлі Гаррінгтон   | Сара Калі Скай Ніколсон           |
| напівсередня вага (до 69 кг)       | Валентина Хальзова | Гу Хон             | Еліна Густафссон Надін Апец       |
| середня вага (до 75 кг)            | Кларесса Шилдс     | Нушка Фонтейн      | Чень Няньцінь Саванна Маршалл     |
| напівважка вага (до 81 кг)         | Ян Сяолі           | Кей Скотт          | Франшон Крюс Еліф Гюнері          |
| важка вага (понад 81 кг)           | Лаззат Кунгейбаєва | Шадасія Грін       | Ван Шидзінь Шеннур Демир          |

## Медальний залік
| Медальний залік |                   |        |        |        |       |
| Місце           | Держава           | Золото | Срібло | Бронза | Разом |
| 1               | Казахстан         | 4      | 0      | 2      | 6     |
| 2               | КНР               | 2      | 2      | 2      | 6     |
| 3               | США               | 1      | 1      | 3      | 5     |
| 4               | Англія            | 1      | 0      | 1      | 2     |
| 4               | Франція           | 1      | 0      | 1      | 2     |
| 6               | Італія            | 1      | 0      | 0      | 1     |
| 7               | Австралія         | 0      | 1      | 1      | 2     |
| 7               | Болгарія          | 0      | 1      | 1      | 2     |
| 7               | Ірландія          | 0      | 1      | 1      | 2     |
| 10              | Індія             | 0      | 1      | 0      | 1     |
| 10              | Нідерланди        | 0      | 1      | 0      | 1     |
| 10              | Росія             | 0      | 1      | 0      | 1     |
| 10              | Таїланд           | 0      | 1      | 0      | 1     |
| 14              | Туреччина         | 0      | 0      | 2      | 2     |
| 14              | Фінляндія         | 0      | 0      | 2      | 2     |
| 16              | Канада            | 0      | 0      | 1      | 1     |
| 16              | Китайський Тайбей | 0      | 0      | 1      | 1     |
| 16              | Німеччина         | 0      | 0      | 1      | 1     |
| 16              | Північна Корея    | 0      | 0      | 1      | 1     |
| Разом           | 19 держав         | 10     | 10     | 20     | 20    |